# Tim Borowski
Tim Borowski (ur. 2 maja 1980 w Neubrandenburgu) – niemiecki piłkarz grający na pozycji środkowego lub lewego pomocnika. Brązowy medalista Mistrzostw Świata 2006 oraz srebrny medalista Mistrzostw Europy 2008.
Od 2002 roku występował w reprezentacji Niemiec. W 2006 roku został powołany przez Jürgena Klinsmanna na Mistrzostwa Świata, gdzie zagrał w sześciu spotkaniach. Był również w kadrze Joachima Löwa na Mistrzostwa Europy 2008.
Piłkarską karierę Borowski rozpoczynał w 2001 roku w Werderze Brema z którym zdobył mistrzostwo (2004) oraz wicemistrzostwo (2006) kraju, a także wywalczył Puchar Niemiec (2004). Dla Werderu Tim rozegrał już ponad 150 ligowych pojedynków. 1 lipca 2008 roku został zawodnikiem Bayernu Monachium. W nowej drużynie rozegrał 26 ligowych spotkań i strzelił pięć goli.
W 2009 roku powrócił do Werderu, a w październiku 2010 roku odniósł kontuzję kostki, w wyniku której we wrześniu 2012 roku ostatecznie zakończył karierę.